# ハワイ出雲大社
ハワイ出雲大社（ハワイいづもたいしゃ、Izumo Taishakyo Mission of Hawaii）はアメリカ合衆国ハワイ州ホノルル市に鎮座する神社。
1885年（明治18年）の日布移民条約によりハワイへ移民した日本人によって1906年（明治39年）に創祀された。島根県の出雲大社の分社として出雲大社ハワイ分院とも称す。主祭神は大國主大神、ハワイ産土神。　

## 由緒・歴史
- 1906年 - 出雲大社教2代管長千家尊愛（せんげたかあき）の命を受けた広島県出身の神職宮王勝良がハワイに渡り、ホノルル市アアラレーン周辺において出雲信仰の布教を開始する。
- 1907年 - ダウンタウンのキング街とベレタニア街の三角地点（パラマ地域）を境内地とし、初めて教会所、神殿が竣功する。
- 1909年 - 出雲大社教より「出雲大社教布哇教会所」として正式に認可。マウイ島、ハワイ島などにも教会所や講社が開設され、積極的に活動を展開する。
- 1918年 - 宮王勝良を初代分院長として「出雲大社教布哇分院」に昇格。翌年にはハワイ出雲大社教団の法的組織化がハワイ準州政府より認可される。
- 1922年 - 同地に本社を模した社殿が新築される。翌年、出雲大社教3代管長・千家尊有（せんげたかもち）ら一行を当地に迎え、盛大な祝祭が斎行される。
- 1935年 - 宮王勝良帰幽。大日本帝国で神職の資格を取得し、1931年よりハワイで奉仕していた次男・宮王重丸が2代分院長に就任。
- 1941年 - 大日本帝国軍による真珠湾攻撃により、宮王重丸とその家族、分院役員らはFBIに身柄を拘束され、終戦の1945年までアメリカ合衆国本土に抑留される。抑留中に教団は解散。社殿などの財産はホノルル市郡政府に寄贈され、公園局と衛生局が管理した。
- 1946年 - 前年末、抑留所より帰布した宮王重丸がヤング街の倉庫を改造して社殿とし、正月より神社としての活動を再開する。
- 1952年 - 宮王重丸を原告とするハワイ出雲大社教団は1万人を超える署名を集め、社殿返還を求める請願書をホノルル市議会に提出。返還は満場一致で決議されたものの、公園局が返還を不服として以後も係争となる。
- 1961年 - 6次に亙る返還運動の末、最終的に教団側が勝訴。ホノルル市郡政府より社殿の返還が認められる。
- 1968年 - ククイ街の再開発計画に伴い、社殿は現在地に移転修復。遷座祭が執り行われる。翌年には千家達彦（せんげみちひこ）出雲大社教5代管長奉仕のもと「布哇出雲大社竣功祝祭並びに例大祭合併祭」が斎行される。
- 1976年 - アメリカ合衆国建国200年を記念してハワイ州巡業中の日本相撲協会の力士により横綱土俵入りが奉納される。
- 1990年 - 社殿正面の鳥居脇にホノルル・広島両市の姉妹都市（1960年締結）を記念した“広島平和の鐘”がホノルル市郡政府により設置される。
- 1993年 - 宮王重丸帰幽。現任者である天野大也氏が3代分院長に就任。
- 2006年 - 千家達彦・出雲大社教管長奉仕のもと「布哇出雲大社鎮座100周年記念大祭」が斎行される[2][3]。

## その他
- 社務所受付時間は午前8時30分から午後5時まで。正面ゲートが閉められるため時間外の参拝は出来ない。鎮座地周辺はホノルル市でも治安の悪い地域であり、暗くなってから当地を訪れることは大変危険である[4]。祈願等は事前の予約を要する。
- 主祭神の他に沖縄県出身移民の氏神として沖縄神社・波上宮・普天満宮の分霊を1941年に合祀。オアフ島内各地に祀られていた恵比寿神社・稲荷神社・ワイアナエ地域の氏神（ハワイ出雲大社の講社であった）・祖霊社も合祀している[5]。
- 新年三ヶ日の初詣にはハワイ州の地元の人々を中心に1万人を超える参拝者があり、先祖が日本人の人々ばかりでなく様々な人種の人々が訪れている[6]。
- 毎年8月6日には“広島平和の鐘”において、仏教、キリスト教、ユダヤ教など他宗教の宗教者と共に世界平和への祈りが捧げられている[7]。

## 交通アクセス
- ワイキキからTheBusで約25分。
  - 2番・13番で Hotel&River停留所にて下車、徒歩5分程度。
  - 19番・20番・42番・Ｂで Beretania & River停留所にて下車、徒歩5分程度。
- アラモアナショッピングセンターから TheBusで約20分。
  - 19番・20番・42番・52番・53番・62番でBeretania&River停留所にて下車、徒歩5分程度。